# Diapensia purpurea
Diapensia purpurea är en fjällgröneväxtart som beskrevs av Friedrich Ludwig Diels. Diapensia purpurea ingår i släktet fjällgrönor, och familjen fjällgröneväxter. Inga underarter finns listade i Catalogue of Life.